# A Marià Fortuny
A Marià Fortuny és un monument escultòric situat a la cantonada del carrer del Pintor Fortuny i d'en Xuclà de la façana posterior de l'Edifici Tabacs de Filipines, al Raval de Barcelona. Obra dels germans Miquel i Llucià Oslé (1922), va ser inaugurat el 1942 i està dedicat al pintor català Marià Fortuny (Reus, 1838 – Roma, 1874).

## Història
La idea del monument va sorgir el 1911, encapçalada pel regidor Ignasi Iglésias. A l'any següent es va formar una comissió per engegar el projecte, però per diverses raons no va prosperar. El 1918 tornà a sorgir la idea de part del Cercle Artístic de Sant Lluc i del crític d'art Joaquim Ciervo, i es va encetar una campanya amb conferències, exposicions, articles i recaptacions de donatius per a promoure el projecte. Es va encarregar l'obra als germans Oslé, i es va demanar a l'Ajuntament un indret on col·locar-la, sorgint com a primeres idees la Plaça Reial o els jardinets situats davant del Palau de la Virreina.
Els escultors van començar l'obra, però la fallida del Banc de Barcelona, on estaven dipositats els diners, va paralitzar el projecte. El 1932, 60è aniversari de la mort del pintor, es va tornar a emprendre la iniciativa, aquest cop liderada per l'Ajuntament. Es va pensar en el carrer del Pintor Fortuny, ja que portava el seu nom, i tot aprofitant que l'incendi dels magatzems El Siglo havia permès obrir aquest carrer fins a la Rambla. Malgrat tot, com el carrer era bastant estret es va haver d'obrir una fornícula per a col·locar l'estàtua, que havia estat concebuda com a escultura exempta i va perdre així la seva visió posterior, bastant lograda en els drapejats, a dir dels crítics. Però de nou l'atzar va endarrerir l'execució de l'obra, ja que l'esclat de la Guerra Civil el 1936 va paralitzar la seva col·locació. El 1939, un cop acabat el conflicte, un article a La Vanguardia de Carles Fages de Climent va recordar amb retard el centenari del naixement del pintor, subratllant l'oblit del seu monument. L'Ajuntament va prendre de nou la iniciativa, i finalment va ser inaugurada el 20 de juny de 1942.

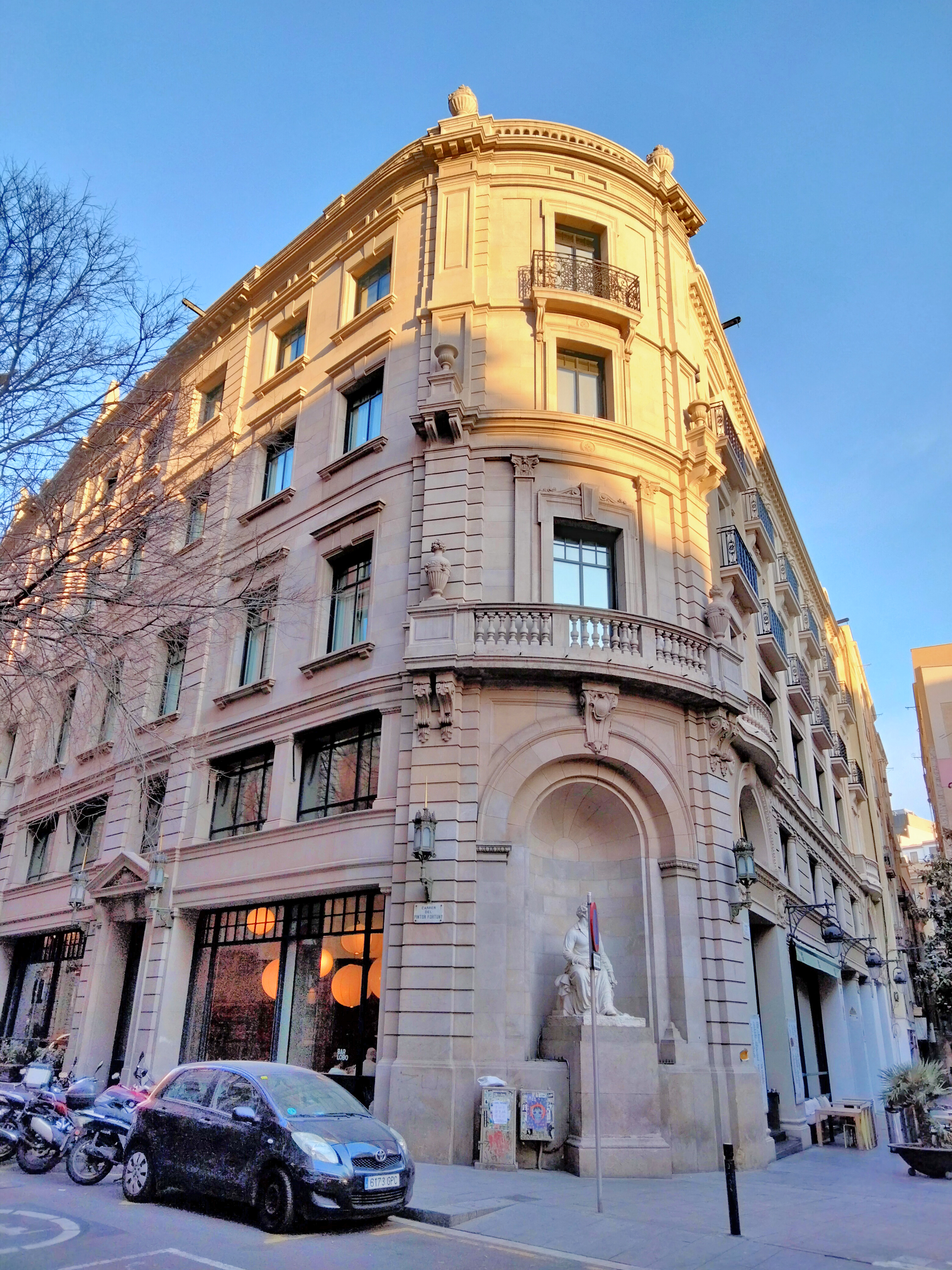
Façana dels carrers del Pintor Fortuny i d'en Xuclà de l'Edifici Tabacs de Filipines, amb el monument

## Descripció
El retrat del pintor és de cos sencer, assegut i vestit amb una túnica com un patrici romà, fet que remarca el classicisme de la representació. Feta en una època d'esclat de les avantguardes a Europa, aquesta figura sembla més vuitcentista que no pas del seu temps, i denota l'ofici academicista dels seus autors. Així, la postura del personatge és plenament clàssica, ja que la cama endavantada en contrapposto genera un ritme de valors oposats entre cames i braços. Quant al rostre, els autors es van basar en fotografies i en la màscara mortuòria del pintor, tot i que la representació final té un caràcter idealitzant que l'allunya del realisme de la màscara. Igualment idealitzat és el cos, esvelt i musculós com el d'un atleta clàssic. L'ofici de pintor de l'homenatjat només és palès en uns pinzells que duu a la mà esquerra. Cal destacar el treball fet als plecs de la draperia, una tasca d'arrels purament clàssiques.